# Can Deulofeu (Puigcerdà)
Can Deulofeu és una obra de Puigcerdà (Baixa Cerdanya) inclosa a l'Inventari del Patrimoni Arquitectònic de Catalunya.

## Descripció
Construcció neomedieval. Façana principal amb portada dovellada i elements heràldics. Obertures amb reixa de forja a la planta baixa i geminades de diverses dimensions a la primera planta.
La façana lateral presenta pany de pedra i obertures tapiades de forma apuntada amb dovelles. A la primera planta hi ha una finestra amb reixa de ferro.
A la segona planta hi ha una obertura geminada i dues obertures emmarcades amb pedra d'estil gòtic català.